# Independent Spirit de melhor atriz coadjuvante
O Independent Film Spirit Award de melhor atriz coadjuvante é um dos prêmios anuais do Independent Spirit Awards.

## 1987-1989
| Ano  | Atriz             | Filme                   | Papel                  |
| ---- | ----------------- | ----------------------- | ---------------------- |
| 1987 | Anjelica Huston   | The Dead                | Gretta Conroy          |
| 1988 | Rosanna DeSoto    | Stand and Deliver       | Fabiola Escalante      |
| 1989 | Laura San Giacomo | Sex, Lies and Videotape | Cynthia Patrice Bishop |

## Anos 1990
| Ano  | Atriz            | Filme                 | Papel                     |
| ---- | ---------------- | --------------------- | ------------------------- |
| 1990 | Sheryl Lee Ralph | To Sleep with Anger   | Linda                     |
| 1991 | Diane Ladd       | Rambling Rose         | Mãe da Rose               |
| 1992 | Alfre Woodard    | Passion Fish          | Chantelle                 |
| 1993 | Lili Taylor      | Household Saints      | Teresa Carmela Santangelo |
| 1994 | Dianne Wiest     | Bullets Over Broadway | Helen Sinclair            |
| 1995 | Mare Winningham  | Georgia               | Georgia Flood             |
| 1996 | Elizabeth Peña   | Lone Star             | Pilar                     |
| 1997 | Debbi Morgan     | Eve's Bayou           | Mozelle Batiste Delacroix |
| 1998 | Lynn Redgrave    | Gods and Monsters     | Hanna                     |
| 1999 | Chloë Sevigny    | Boys Don't Cry        | Lana Tisdel               |

## Anos 2000
| Ano  | Atriz              | Filme                          | Papel             |
| ---- | ------------------ | ------------------------------ | ----------------- |
| 2000 | Zhang Ziyi         | Crouching Tiger, Hidden Dragon | Jen Yu            |
| 2001 | Carrie-Anne Moss   | Memento                        | Natalie           |
| 2002 | Emily Mortimer     | Lovely & Amazing               | Elizabeth Marks   |
| 2003 | Shohreh Aghdashloo | House of Sand and Fog          | Nadi Behrani      |
| 2004 | Virginia Madsen    | Sideways                       | Maya Randall      |
| 2005 | Amy Adams          | Junebug                        | Ashley Johnsten   |
| 2006 | Frances McDormand  | Friends with Money             | Jane              |
| 2007 | Cate Blanchett     | I'm Not There                  | Jude Quinn        |
| 2008 | Penélope Cruz      | Vicky Cristina Barcelona       | María Elena       |
| 2009 | Mo'Nique           | Precious                       | Mary Lee Johnston |

## Anos 2010
| Ano  | Vencedora e nomeadas | Filme                            | Personagem            |
| ---- | -------------------- | -------------------------------- | --------------------- |
| 2010 | Dale Dickey          | Winter's Bone                    | Merab                 |
| 2010 | Ashley Bell          | The Last Exorcism                | Nell Sweetzer         |
| 2010 | Allison Janney       | Life During Wartime              | Trish                 |
| 2010 | Daphne Rubin-Vega    | Jack Goes Boating                | Lucy                  |
| 2010 | Naomi Watts          | Mother and Child                 | Elizabeth             |
| 2011 | Shailene Woodley     | The Descendants                  | Alexandra "Alex" King |
| 2011 | Jessica Chastain     | Take Shelter                     | Samantha LaForche     |
| 2011 | Anjelica Huston      | 50/50                            | Diane Lerner          |
| 2011 | Janet McTeer         | Albert Nobbs                     | Hubert Page           |
| 2011 | Harmony Santana      | Gun Hill Road                    | Michael               |
| 2012 | Helen Hunt           | The Sessions                     | Cheryl Cohen-Greene   |
| 2012 | Rosemarie DeWitt     | Your Sister's Sister             | Hannah                |
| 2012 | Ann Dowd             | Compliance                       | Sandra                |
| 2012 | Brit Marling         | Sound of My Voice                | Maggie                |
| 2012 | Lorraine Toussaint   | Middle of Nowhere                | Ruth                  |
| 2013 | Lupita Nyong'o       | 12 Years a Slave                 | Patsey                |
| 2013 | Melonie Diaz         | Fruitvale Station                | Sophina               |
| 2013 | Sally Hawkins        | Blue Jasmine                     | Ginger                |
| 2013 | Yolonda Ross         | Go for Sisters                   | Fontayne              |
| 2013 | June Squibb          | Nebraska                         | Kate Grant            |
| 2014 | Patricia Arquette    | Boyhood                          | Olivia Evans          |
| 2014 | Jessica Chastain     | A Most Violent Year              | Anna Morales          |
| 2014 | Carmen Ejogo         | Selma                            | Coretta Scott King    |
| 2014 | Emma Stone           | Birdman                          | Sam Thomson           |
| 2014 | Andrea Juarez Paz    | Stand Clear of the Closing Doors | Mariana               |
| 2015 | Mya Taylor           | Tangerine                        | Alexandra             |
| 2015 | Robin Bartlett       | H.                               | Helen                 |
| 2015 | Marin Ireland        | Glass Chin                       | Ellen Doyle           |
| 2015 | Jennifer Jason Leigh | Anomalisa                        | Lisa Hesselman        |
| 2015 | Cynthia Nixon        | James White                      | Gail White            |